# Berberis temolaica
Berberis temolaica är en berberisväxtart som beskrevs av Ahrendt. Berberis temolaica ingår i släktet berberisar, och familjen berberisväxter. Inga underarter finns listade i Catalogue of Life.